# NGC 2276

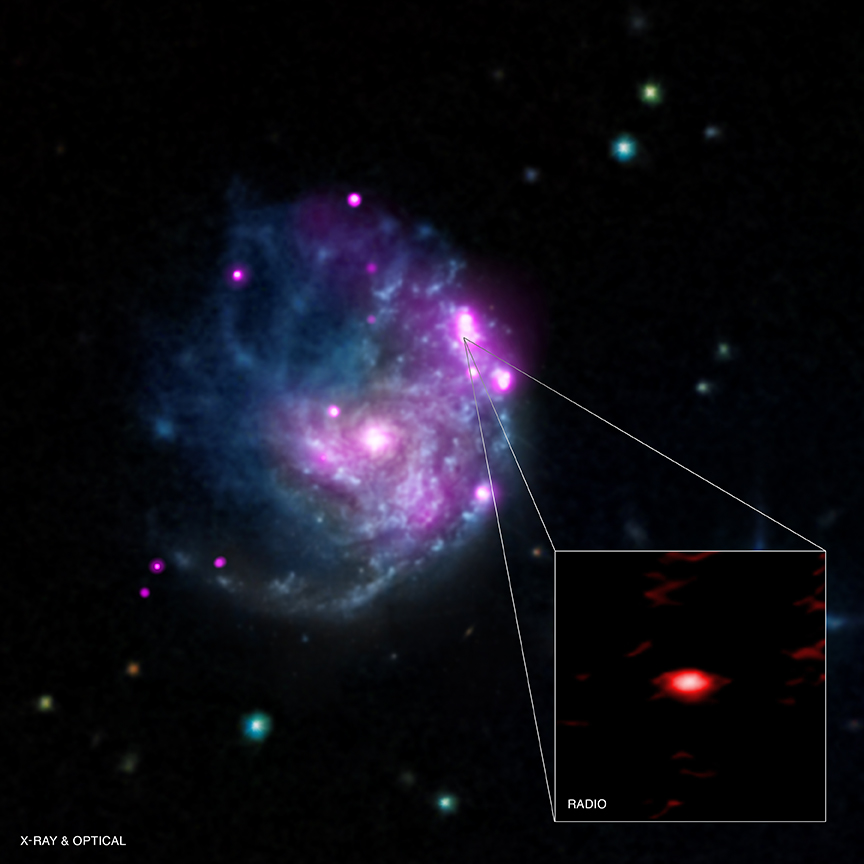
NGC 2276 e, nel riquadro, NGC 2276-3c sospetto buco nero di massa intermedia

NGC 2276 è una galassia alquanto debole, ma facile da trovare utilizzando la "visione distolta" per individuarla. Abbastanza uniforme in quanto a luminosità, i bracci sono distinguibili solo in foto o in CCD.
In immagini più dettagliate la struttura asimmetrica, disordinata e tentacolare dei bracci ha fatto pensare in passato di trovarsi di fronte un ammasso invece di una sola galassia.
Da osservazioni dettagliate sul moto dei gas di questa galassia sembra che vi sia una cospicua interazione con la vicina NGC 2300.
Per individuare la zona di cielo dove "distogliere lo sguardo" per intuirne la presenza va segnalato che si trova 2',4 a NE della stella doppia SAO 1148 o ADS 5868, la cui componente principale è di magnitudine 8,03 e di tipo spettrale F8, mentre la secondaria è separata di 0',7 ed è di magnitudine 9,8.
Nei pressi, a 6',4 in direzione ESE vi è la galassia NGC 2300.

## Supernove
NGC 2276 è fra le più prolifiche galassie in quanto ad esplosioni di supernovae in epoca storica:
- SN 1962Q - di magnitudine 16,9, scoperta il 25 febbraio 1962 da Shachbazian e Iskudarian
- SN 1968V - di magnitudine 15,7, scoperta il 26 gennaio 1968 da Shachbazian
- SN 1968W - di magnitudine 16,6, scoperta il 24 marzo 1968 da Iskudarian
- SN 1993X - di magnitudine 16,3, di tipo II, scoperta il 22 agosto 1993 da Treffers, Filippenko, Leibundgut, Paik, Lee, Richmond.
- SN 2005dl - di magnitudine 17, di tipo II, scoperta il 25 agosto 2005 da Alessandro Dimai e Marco Migliardi dal telescopio del Col Druscié di Cortina d'Ampezzo

## Buco nero
Nel corso del 2015, dati ottenuti dalle osservazioni del Telescopio spaziale Chandra hanno identificato, in uno dei bracci di spirale della galassia, un oggetto denominato NGC 2276-3c che molto probabilmente è un buco nero di massa intermedia. Tali oggetti sono considerati attualmente rari perché difficili da identificare, ma si rivelano particolarmente importanti dato che potrebbero spiegare le dinamiche della formazione dei buchi neri supermassicci.

## Altre scoperte
Un altro studio del 2015, sempre condotto con i dati raccolti dal Telescopio spaziale Chandra, ha evidenziato la presenza nella galassia di una ricca popolazione di sorgenti ultraluminose di raggi X (ULX), constatando anche un elevato tasso di formazione stellare con un ritmo di 5-15 masse solari all'anno.
Si ipotizza che questa elevata attività sia stata innescata dalla collisione con una galassia nana entrata in interazione con NGC 2276 e ciò potrebbe anche spiegare la presenza del buco nero di massa intermedia.